# La bella y la bestia (película de 2017)
La bella y la bestia (originalmente en inglés, Beauty and the Beast) es una película estadounidense de fantasía, musical y combinación de imagen real con animación CGI de 2017, dirigida por Bill Condon y escrita por Evan Spiliotopoulos y Stephen Chbosky. Está basada en el cuento de hadas del mismo nombre de Jeanne-Marie Leprince de Beaumont y es una adaptación tanto de la película de animación de Disney de 1991 como del posterior musical basado en ella. Está protagonizada por Emma Watson, Dan Stevens, Luke Evans, Ewan McGregor, Ian McKellen, Emma Thompson, Kevin Kline, Josh Gad, Audra McDonald, Gugu Mbatha-Raw y Stanley Tucci. El rodaje comenzó en los Estudios Shepperton de Londres el 18 de mayo de 2015. 
La película fue estrenada el 17 de marzo de 2017 y en su banda sonora se incluyen canciones de artistas de renombre como Céline Dion, Ariana Grande y John Legend (la primera colaboró en la banda sonora de la primera versión de Disney de 1991).

## Argumento
Un Príncipe francés está presentando en un baile debutante en su castillo cuando una anciana mendiga aparece. Buscando refugio contra el frío, ofrece una sola rosa como pago, sin embargo ella es rechazada por el príncipe por su aspecto andrajoso. Cuando el Príncipe ignora su advertencia de no dejarse llevar por las apariencias y la vuelve a rechazar, la señora anciana mendiga se revela como una hermosa hechicera y transforma al Príncipe en una monstruosa Bestia y a sus sirvientes en varios objetos domésticos (candelabros, relojes, armarios, teteras, plumeros, escabeles, etc.). Todos los recuerdos del Príncipe y del castillo son borrados de las memorias de los invitados (eliminando los recuerdos del pueblo, sus familias,amigos, etc). La hechicera procede a maldecir la rosa y advierte a la Bestia que permanecerá en su estado hechizado a menos que aprenda a amar a alguien y ganarse su amor a cambio en el momento que caiga el último pétalo de la rosa.
Años después, en la aldea de Villeneuve, una hermosa y joven chica llamada Bella comienza a ir de paseo en su pueblo donde un cazador y exsoldado egocéntrico llamado Gastón trata de cortejar y casarse con ella, pero debido a su actitud, ella repetidamente lo rechaza. Sin que lo sepa Gastón, su extravagante secuaz y primo, LeFou, tiene una atracción hacia él. Bella vive con su padre, un inventor de cajas musicales llamado Maurice, que es un padre sobreprotector hacia ella debido a la muerte de su madre cuando Bella era pequeña.
Cuando Maurice se va para vender sus cajas musicales a una feria de ciencias, él y su caballo, Phillipe, repentinamente se pierden y encuentran un misterioso castillo al anochecer, donde, después de comer una insondable cena, inmediatamente se va después de supuestamente escuchar a una taza de té hablar, pero arranca una rosa de un arbusto cercano antes de irse, llamando la atención de una criatura desapercibida. Esta asusta a Maurice de Phillipe y lo arrastra lejos. Phillipe regresa a la aldea y Bella, viendo que algo malo le debió haber sucedido a Maurice, viaja en el caballo todo el camino hasta el castillo. Allí, ella ve a Maurice encerrado en un calabozo y ella ruega a su captor, quien es en realidad el Príncipe convertido en una Bestia, que lo libere e incluso se ofrece a tomar su lugar, a pesar de las objeciones de Maurice.
Bella se revuelca en tristeza en el calabozo, pero es liberada por el bouteiller del castillo, Lumière, que fue convertido en un candelabro, como resultado del hechizo de la Bruja. Él le ofrece una habitación más cómoda, a pesar de las objeciones del mayordomo del castillo, Din Don, que fue convertido en un reloj de chimenea. Bella se familiariza con los otros sirvientes del castillo que fueron hechizados por la Bruja como la encargada del personal de la cocina del castillo, la Sra. Potts que fue convertida en una tetera; su hijo Chip Potts que fue convertido en una taza de té; el compositor del castillo, Maestro Cadenza, que fue convertido en un clavicémbalo; la esposa de Cadenza y cantante de ópera, Madame de Garderobe, que fue convertida en un armario; y la criada y novia de Lumière, Plumette que fue convertida en un plumero. También habita Froufrou, el perro del maestro Cadenza y Madame de Garderove que fue convertido en taburete de piano.
Después de que el personal le ofrezca a Bella una deliciosa cena, ella sube al área restringida en el Ala Oeste del castillo, donde ella ve la Rosa Encantada e intenta tocarla, pero la Bestia la descubre y la asusta con un fuerte rugido de furia. Ella trata de huir al bosque con Phillipe, pero es atacada por una manada de lobos, incitando a la Bestia a rescatarla, aunque resulta herido. Mientras ella lo lleva de regreso al castillo para recuperarse, la Sra. Potts le informa a Bella que la naturaleza de la Bestia proviene bajo el cuidado de su cruel padre después de que falleciera su madre amable, causando que Bella se compadezca de la Bestia.
Mientras tanto, Maurice intenta buscar ayuda para salvar a Bella del castillo de la Bestia, pero todos creen que está demente. Gastón va con él para ganar su aprobación de casarse con Bella, pero pronto se cansa de sus tonterías aparentemente exagerado de Maurice y le revela su verdadera naturaleza, incitando a Maurice a negarle a Bella. Como venganza, Gastón encadena a Maurice a un árbol, para consternación de LeFou. Sin embargo, Maurice es rescatado por una aldeana llamada Agatha y regresa a la aldea para perseguir a Gastón de dejarlo a los lobos. Aunque algunos de los aldeanos defienden a Maurice, Gastón convence a la aldea que Maurice está loco y necesita ser tratado.
De regreso en el castillo, la Bestia comienza a convertirse en una mejor persona con ayuda de Bella. Después de darle a Bella acceso a una biblioteca, también le muestra otro objeto mágico que le fue dejado por la bruja, un libro que te permite ir a donde quieras y Bella lo usa para enviar a ambos a París donde entran a una pequeña casa en la que Bella solía vivir con sus padres, pero descubre que es anticuada y abandonada y luego aprende de una máscara doctrinal que su madre falleció debido a la plaga. Luego, los dos tienen un baile romántico en el salón de baile del castillo. Después, la Bestia nota a Bella echando de menos a su padre, así que usa el espejo mágico para mostrárselo, pero reacciona en terror cuando ve a los aldeanos asaltarlo. Con su corazón ahora cálido, la Bestia le permite a Bella irse del castillo para salvar a Maurice y le da el espejo mágico para que ella tenga algo para recordarlo y nunca olvidarlo. Sus sirvientes reaccionan sorprendidos a todo esto.
Después que Bella regresa a la aldea, ella usa el espejo mágico para probar el juicio de su padre, pero los aldeanos reaccionan con temor y dándose cuenta de que Bella ama a la Bestia, Gastón reúne a los aldeanos para atacar a la Bestia convenciéndolos de que la Bestia es un monstruo feroz visto como una amenaza, encerrando a Bella en la carroza del manicomio con Maurice para evitar que le advierta a la Bestia. Con ayuda de Maurice, Bella escapa de la carroza y se monta en Phillipe para salvar a la Bestia. Mientras tanto, los sirvientes logran derrotar a los aldeanos cuando llegan al castillo donde LeFou luego deserta del lado de Gastón. Gastón logra encontrar a la Bestia, quien está revolcándose en tristeza tras liberar a Bella, y aparentemente le dispara en la espalda con su pistola y cae del techo. Cuando Bella llega, Gastón se regodea acerca de su victoria, pero luego la Bestia se levanta y lucha contra Gastón y él gana la mano superior, pero en vez de matar a Gastón, le ordena que huye del castillo y que nunca regrese. La Bestia va a unirse con Bella, pero Gastón, le dispara a la Bestia. La victoria de Gastón es abreviada cuando el puente que esta parado se derrumbe y él cae hasta su muerte.
La Bestia muere en brazos de Bella, para su angustia y luego, los sirvientes pierden su estado antropomórfico y se convierten en reales, objetos sin vida propia. Agatha entra al cuarto de la Bestia justo cuando Bella le confiesa su amor a la Bestia, antes de revelarse como la Bruja y Hada Buena cuando convierte los pétalos en polvo encantado y los envía a la Bestia, lentamente convirtiéndolo de vuelta en humano, resucitándolo, y rompiendo el hechizo. Mientras que el recién restaurado Príncipe y Bella se besan, el resto de los sirvientes se convierte de vuelta de objetos en humanos y luego, la Sra. Potts se reúne con su esposo, Jean, el alfarero de la aldea.
La película termina con Bella bailando con el Príncipe en la sala de baile. Todos los aldeanos miran con alegría y ella ahora vive felizmente con su nueva familia.

## Reparto
- Emma Watson como Bella.[6]
- Dan Stevens como Bestia / El Príncipe Adam.
- Luke Evans como Gastón, un cazador y exsoldado malvado y despiadado, que busca casarse con Bella.[7]
- Ewan McGregor como Lumière, el valet real de Bestia, que fue convertido en un candelabro.[8]
- Ian McKellen como Din Don, el mayordomo leal de Bestia, que fue convertido en un reloj de chimenea.[9]
- Emma Thompson como la Sra. Potts, la mucama del castillo, que fue convertida en una tetera.[10]
- Kevin Kline como Maurice, el padre de Bella.[10]
- Josh Gad como Le Fou, el secuaz de Gastón.[11]
- Audra McDonald como Madame de Garderobe, la cantante de ópera italiana del castillo, que fue convertida en un armario.[12]
- Gugu Mbatha-Raw como Plumette, la coqueta criada del castillo y amante de Lumière, que fue convertida en un plumero.[13]
- Stanley Tucci como Maestro Cadenza, el compositor del castillo y esposo de Garderobe, que fue convertido en un clavicordio, y un personaje original creado para la película.[14]
- Henry Garrett como el Rey.
- Nathan Mack como Chip, el hijo de la Sra. Potts, que fue convertido en una taza de té.
- Harriet Jones como la Reina.
- Hattie Morahan como Agatha, la Hechicera que transformó al Príncipe en una bestia por su arrogancia.
- Adrian Schiller como Monsieur d'Arque, el dueño del manicomio local de Francia, a quién Gastón soborna para que lo ayude en su plan de casarse con Bella.
- Gerard Horan como el Sr. Potts.
- Gizmo como Frou Frou, el perro del maestro Cadenza, que fue convertido en un taburete.

## Producción
El 4 de junio de 2014, Bill Condon firmó un contrato para dirigir el remake de La bella y la bestia de Disney con actores reales de carne y hueso El 26 de enero de 2015, se anunció que Emma Watson sería Bella, la princesa protagonista de la película. Luke Evans estaba en conversaciones para interpretar el papel de villano Gastón, el malvado cazador el 4 de marzo de 2015, que fue confirmado por el tuit de Watson el 5 de marzo de 2015. Dan Stevens también estaba en negociaciones para interpretar la Bestia/el Príncipe Adam, el segundo protagonista de la película el 4 de marzo de 2015. Stevens también fue confirmado por Watson el 5 de marzo de 2015. Josh Gad fue incluido en el elenco el 13 de marzo de 2015 para interpretar a Le Fou, el compañero de Gastón. Emma Thompson se unió al elenco el 16 de marzo de 2015 para interpretar a la señora Potts y Kevin Kline para interpretar a Maurice, el padre de Bella. Audra McDonald fue incluida al elenco como Garderobe, el armario, el 27 de marzo de 2015. Ian McKellen fue incluido el 10 de abril de 2015 para interpretar a Din Don, leal mayordomo de la Bestia, que fue maldecido dentro del castillo y convertido en un reloj. El 13 de abril de 2015, Gugu Mbatha-Raw se confirmó que interpretará a Plumette, el plumero. El 21 de abril, se anunció que Ewan McGregor se había unido al reparto como Lumière, el candelabro, y más tarde ese mismo día, que Stanley Tucci estaría interpretando a Cadenza, el piano y un personaje original creado para la película.

### Rodaje
El rodaje comenzó en los Estudios Shepperton de Londres el 18 de mayo de 2015. La filmación con los principales actores concluyó el 21 de agosto de 2016. Seis días después, el coproductor Jack Morrisey confirmó que la película ha envuelto oficialmente la producción.
La biblioteca de Bestia es una réplica de la Biblioteca Joanina de la Universidad de Coímbra.

## Estreno
El 16 de marzo de 2015, Disney anunció que la película se estrenaría en 3D el 17 de marzo de 2017. La primera presentación oficial de la película se llevó a cabo en D23 Expo en agosto de 2015.

### Promoción
Tras un anuncio el 22 de mayo de 2016, Disney estrenó el primer teaser tráiler oficial el 23 de mayo de 2016. En sus primeras 24 horas, el tráiler alcanzó 91,8 millones de visitas, lo que superó el número de puntos de visitas vistas en esa cantidad de tiempo en la historia, incluyendo para los resúmenes de otras películas distribuidas por Disney como Star Wars: Episodio VII - El despertar de la Fuerza, Capitán América: Civil War y Avengers: Age of Ultron. El primer póster promocional fue lanzado el 7 de julio de 2016. El 2 de noviembre de 2016, Entertainment Weekly debutó la primera imagen oficial en la portada de su revista para la semana junto con nueve fotos nuevas también. Una semana después, Emma Watson y Disney publicaron un nuevo póster para la película. Mediante del programa de Good Morning America, el 14 de noviembre del 2016 se estrenó el tráiler oficial de la película. El tráiler alcanzó 127,6 millones de visitas en sus primeras 24 horas, estableciendo un nuevo récord como el tráiler con más vistas en un día, superando a Fifty Shades Darker. Sin embargo, el récord ha sido roto de nuevo por The Fate of the Furious. Un TV spot con Watson cantando fue mostrado durante la 74.ª Entrega de los Premios Globo de Oro. Disney lanzó el tráiler final el 30 de enero de 2017.

## Recepción

### Recaudación
La bella y la bestia consiguió alcanzar 1.260.998.471 dólares a nivel mundial, convirtiéndose en la décima tercera película más exitosa de todos los tiempos y la segunda del 2017. Asimismo, hay que destacar que fue la película de imagen real de Disney más exitosa, hasta el estreno del remake en imagen real de El Rey León de 2019, la cual consiguió superarla en taquilla .

### Crítica
La bella y la bestia ha recibido reseñas positivas generalmente, con elogios por su elenco conjunto, imágenes, valores de producción, partitura musical, canciones y fidelidad a la película original con algunos elementos de la versión musical de Broadway, mientras que los diseños de la Bestia y las formas de objetos domésticos de los sirvientes recibieron críticas mixtas. En el portal de internet Rotten Tomatoes, la película posee una aprobación de 71%, basada en 384 reseñas, con una calificación de 6.4/10, mientras que de parte de la audiencia ha recibido una aprobación de 81%, basada en 85 185 votos, con una calificación de 4.0/5 La página Metacritic le ha dado a la película una puntuación de 65 de 100, basada en 47 reseñas, indicando "reseñas generalmente favorables". Las audiencias de CinemaScore le han dado una "A" en una escala de A+ a F, mientras que en el sitio IMDb los usuarios le han dado una puntuación de 7.3/10, sobre la base de 200 958 votos.
Muchos críticos especializados consideraron a la película como inferior a su predecesora animada de 1991. David Sims de The Atlantic escribió que la película de 2017 "se siente particularmente atroz, en parte, porque está tan servilmente dedicada a la original; cada vez que se queda corta ante su predecesora (que es bastante frecuente), es difícil no darse cuenta". Michael Phillips, de Chicago Tribune, dijo que la película de 2017 "da por asegurado nuestro conocimiento y nuestro interés en el material. Se desliza de un número (musical) a otro, arrojando a la pantalla frenéticamente una tonelada de caramelos para los ojos editados, carente de encanto". Phillips escribió que la película presentaba a algunos intérpretes "menos llamativos" que están "atrapados haciendo karaoke o trabajos de captura de movimiento de calidad media", aunque elogió la actuación de Kline como la "mejor y más dulce cosa de la película; él brinda una sensación de autoridad agraciada y calmada". Peter Bradshaw, de The Guardian, elogió la actuación de Watson y escribió que la película estaba "iluminada con esa fascinante luz artificial de brillo de miel, y se ejecuta sin problemas en los rieles, el tipo de rieles que entran y salen de los escenarios para la lucrativa versión de Broadway". En el mismo periódico, Wendy Ide criticó la película como "vistosa hasta el punto de la desesperación" en su intento de emular la película animada.
Chris Nashawaty de Entertainment Weekly le dio a la película una calificación de B-, escribiendo que las nuevas canciones "no transportaban". Sintió que la película necesitaba más vida y profundidad, pero elogió la actuación de Watson como "uno de los elementos más fuertes de la película". Dana Schwartz de The New York Observer sintió que algunos de los personajes, como Gaston y la Bestia, habían sido diluidos en comparación de sus homólogos de la película de 1991, y que los elementos adicionales de la historia de fondo no lograron "avanzar la trama o su temática de ninguna manera significativa", mientras que añadían un relleno considerable. Schwartz consideró que el canto del elenco era adecuado, pero sintió que sus voces de canto deberían haber sido dobladas, especialmente para las canciones complejas.

### Premios y nominaciones
| Premio        |                            | Nominados Ganador               |           |
| ------------- | -------------------------- | ------------------------------- | --------- |
| Premios Óscar | Mejor diseño de producción | Sarah Greenwood y Katie Spencer | Nominadas |
| Premios Óscar | Mejor vestuario            | Jacqueline Durran               | Nominada  |
| Premios BAFTA | Mejor diseño de producción | Sarah Greenwood y Katie Spencer | Nominadas |
| Premios BAFTA | Mejor diseño de vestuario  | Jacqueline Durran               | Nominada  |

### Controversia
En esta versión de la película, LeFou (interpretado por Gad) es homosexual, marcando el primer y único personaje abiertamente homosexual de una película de Disney. La decisión de inclusión ha sido recibida con elogios en las críticas. El gobierno ruso consideró la prohibición de la película en el país, pero en cambio decidió que ninguna persona menor de 16 años sería admitido a verla en los cines sin acompañantes adultos.  Además, un teatro en Henagar, Alabama no proyectó la película debido a la subtrama. En Malasia, se ha postergado el lanzamiento en espera de una “revisión interna”, ya que la censura de la película de Malasia exige que se elimine dicha escena. Asimismo, en este país ha sido calificada para mayores de 13 años.
Ante estas críticas, los propios actores que han protagonizado el filme, se han pronunciado al respecto. Ewan McGregor, que interpreta a Lumière, declaraba lo siguiente: Si vives cerca de Alabama no deberías ir a ver este película. ¿Qué pensaría Jesús?. Por otra parte, Josh Gad, que caracteriza a LeFou, afirmó durante el estreno de la película en Los Ángeles: Bill Condon hizo un trabajo increíble al darnos la oportunidad de crear una versión de LeFou que no es como la original... pero que lo hace más humano y en cierta medida un personaje maravillosamente complejo.

## Banda sonora
Cuando fue estrenada en 1991, La bella y la bestia marcó un punto de inflexión para Walt Disney Pictures, apelando a millones de fanes con su oscarizada banda sonora por el letrista Howard Ashman y compositor Alan Menken. Y, en opinión de Bill Condon, que cuenta original fue la razón clave que aceptó dirigir una versión de acción en vivo de la película, la apertura de 17 de marzo de 2017. "Ese puntaje tenía más que revelar", dice, "Te ves en las canciones y no hay un cacharro en el grupo, de hecho, Frank Rich describieron como el mejor musical de Broadway de 1991, la versión animada ya era más oscuro y más moderno que los anteriores cuentos de Disney. Tome esa visión, lo puso en un nuevo medio, lo convierten en una reinvención radical, algo no solo para la etapa, ya que no sólo está siendo literal, ahora otros elementos entran en juego. No es sólo tener actores reales que lo hagan".
Condon prepara inicialmente solo en la inspiración de la película original, pero también prevé incluir la mayor parte de las canciones Menken / Ashman del musical de Broadway, con la intención de hacer la película como una "recta de avance, acción en vivo, en gran presupuesto de la película musical".  Menken volvió a anotar la música de la película, que contará con canciones de la película original por él y Howard Ashman, además de nuevo material escrito por Menken y Tim Rice. Menken dijo que la película no incluirá canciones que fueron escritas para el musical de Broadway y en su lugar, crearon cuatro nuevas canciones.
En enero de 2017 se dio a conocer que el tema original de la película sería interpretado por Ariana Grande y John Legend.
Walt Disney Pictures también llamó de nuevo a Céline Dion para interpretar un tema original como parte del soundtrack de la película, llamado: How Does A Moment Last Forever, ya que ella junto con Peabo Bryson interpretaron el tema original oficial de la película de 1991.
Emma Thompson también realizó una versión de Beauty and the Beast, la cual fue interpretada por Angela Lansbury en la película animada original de 1991.

## Futuro

### Posible secuela
Poco después del estreno de la película, Sean Bailey dijo que Walt Disney Pictures "explorará posibles escenarios derivados y precuelas [de acción en vivo]" para películas animadas y de acción en vivo de Disney, incluida La Bella y la Bestia. Tanto Dan Stevens como Emma Watson expresaron interés en retomar sus papeles en una posible secuela o precuela de la película.

### Serie spin-off / precuela
El 6 de marzo de 2020, ABC Signature Studios anunció el desarrollo de una serie limitada derivada / precuela de la película centrada en Gaston y LeFou, para Disney+. Luke Evans y Josh Gad volverán a interpretar sus papeles de la película, y serán productores ejecutivos de la serie junto a Eddy Kitsis y Adam Horowitz, con Gad, Kitsis y Horowitz como showrunners y escritores de la serie. Se informó que Alan Menken estaba en conversaciones para regresar como compositor de la serie, que confirmó en abril. La serie se titulará Little Town.